# Hans-Christoph von Borstell
Hans-Christoph Reinhold von Borstell, eigentlich kurz Hans von Borstell, (* 28. Oktober 1897 in Posen; † 17. Juni 1982 in Kronberg am Taunus) war ein deutscher Offizier, zuletzt Oberst der Wehrmacht.

## Leben
Hans von Borstell war ein Sohn des Oberregierungsrates Reinhold Friedrich Karl Alexander von Borstell (1855–1926) und Auguste Karoline Alexandra Elisabeth Josephine Magdalena, geb. von Schoeler (1864–1939), Tochter von Joseph von Schoeler und Magdalene Adelaide Bertha Gräfin von Monts de Mazin (1838–1924).
Hans von Borstell wurde Kommandant des am 5. März 1940 aufgestellten Fliegerforstschutzverbandes der Deutschen Luftwaffe auf dem Flugplatz Weimar-Nohra, welcher ab 1. Januar 1944 Erprobungskommando 40 mit neuem Standort in Göttingen hieß. Anfangs noch für den Forstschutz vorgesehen, kam es später zur Zusammenarbeit mit der SS. Nach Versuchen zur Bekämpfung von Malariamücken durch Sprüh- und Bestäubungsflüge und auch Abwürfe von Kartoffelkäfern zur Erntevernichtung, wurde der Verband Anfang September 1944 aufgelöst. Bis Ende 1943 war der Verband dem Höheren Kommandeur für Truppengasschutz unterstellt und besaß eine Geheimhaltungsstufe. Im gleichen Zeitraum hatte Borstell von Kurt Blome, dem Leiter des Zentralinstituts für Krebsforschung, ein geheimes Forschungsprojekt zur Entwicklung eines Flugzeugstreugerätes für streuförmige Insektizide und Fungizide (insbesondere zur Malariabekämpfung) erhalten. Im Frühjahr 1944 hatte der Fliegerforstschutzverband dann einen Flugzeugeinsatz für die Entseuchung von Wasserläufen um das Konzentrationslager Auschwitz gegen Malaria durchgeführt, eine Reduzierung der Fleckfieber übertragenden Kleiderläuse konnte sehr zum Unmut von Himmler nicht erreicht werden. Unter Borstells Leitung wurde u. a. mit Hans Seel, Heinz Itzerott und Rudolf Braun zusammengearbeitet und er wurde noch zum Oberst befördert.
Ab 1942 war er, als Oberstleutnant, im Beirat des Entomologischen Instituts des SS-Ahnenerbes, welches im KZ Dachau beheimatet war. In dieser Funktion nahm er Mitte Juni 1943 an einer Zusammenkunft bzgl. des Umbaus des gerade von der Firma Chemische Fabrik Gebr. Borchers AG, welche bereits Schädlingsbekämpfungsmittel herstellte,  gekauften, sogenannten Werderhofes bei Goslar zu einem Laboratorium für die Prüfung von Schädlingsbekämpfungsmitteln. Anwesend war dabei auch Eduard May, welcher Leiter des Entomologischen Instituts war und den Vorstand der Gebr. Borchers AG, Friedrich Borchers, persönlich kannte. Weitere Besichtigungen und Besprechungen zum Umbau folgten. So wurde Mitte September 1944 bei einer erneuten Besichtigung des Werderhofes u. a. die Auflösung des Erprobungskommandos 40 und die Übernahme von Borstell in die Waffen-SS besprochen. Nach der Auflösung folgte ein Bericht von Borstell mit den Anträgen auf die Erhaltung der wissenschaftlichen Geräte und dem Einsatz für „Sonderaufgaben“. In der Folge probierte Borstell wohl erfolglos die Weiterführung des Erprobungskommandos 40 zu erreichen. Ob es zu einem Einsatz des Laboratoriums im Werderhof kam, ist nicht bekannt.
In dieser Zeit kam es auch zu Auseinandersetzung mit Dr. Seel, welche vor dem Kriegsgericht endeten. Am 20. Oktober 1944 berichtet Borstell von dem Kriegsgerichtsurteil und gibt an, dass die Vorwürfe Seels unbegründet seien. Im November 1944 kam es zusätzlich zu Ermittlungen des RSHA gegen Borstell, welche durch den Sonderbeauftragter des RFSS für Schädlingsbekämpfung der Waffen-SS, Guntram Pflaum, belegt wurden und bereits Mitte November 1944 wurde für ihn ein Ersatz, da er aufgrund neuen Materials beim RSHA als „nicht haltbar“ eingestuft wurde, gesucht. Bis Jahresende gab es keine weiteren Entwicklungen im Fall Borstell, wobei aber eine weitere Verwendung von Borstell später nicht feststellbar ist.
Borstell war zu seiner aktiven Zeit auch Leiter des Arbeitskreises Flugzeug-Schädlingsbekämpfung im Südostinstitut für Wald- und Holzforschung Wien. Nach dem Zweiten Weltkrieg kam von Borstell als Heimatvertriebener nach Heiligenberg in Baden. Dort engagierte er sich in der Vertriebenenpartei GB/BHE, für die er bei der Bundestagswahl 1953 erfolglos auf der baden-württembergischen Landesliste kandidierte.

## Familie
Hans von Borstell war zweimal verheiratet, zuerst mit Elisabeth von Oertzen (1896–1986), Tochter des vormaligen Gutsherrn Karl von Oertzen und der Hedwig von Behr-Negendanck. Aus dieser Ehe stammen die drei Töchter Christa, Gisela und Mechthild. Diese Ehe wurde 1937 geschieden.
Am 29. August 1938 heiratete er in Schoffschütz in Oberschlesien Auguste-Viktoria Hedwig Marie von Geßler (1897–1987), welche sich gerade von Generalmajor Manfred von Schwerin hatte scheiden lassen. Auguste-Viktoria war die Tochter des kgl. preuß. Generalmajors und Rechtsritter des Johanniterordens Leopold Graf von Geßler und der Viktoria-Marie von Eickstedt-Peterswaldt.

## Genealogie (Auszug)
- Gothaisches Genealogisches Taschenbuch der Uradeligen Häuser 1917. Achtzehnter Jahrgang, Justus Perthes, Gotha 1916, S. 141.
- Walter von Hueck u. a.: Genealogisches Handbuch der Adeligen Häuser. A (Uradel). 1990. Band XXI, Band 98 der Gesamtreihe GHdA, Hrsg. Deutsches Adelsarchiv, C. A. Starke, Limburg an der Lahn 1990, ISSN 0435-2408, S. 10 f.